# モディカ・チョコレート

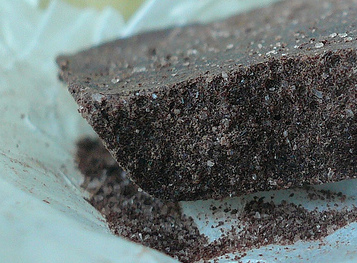
モディカ・チョコレート

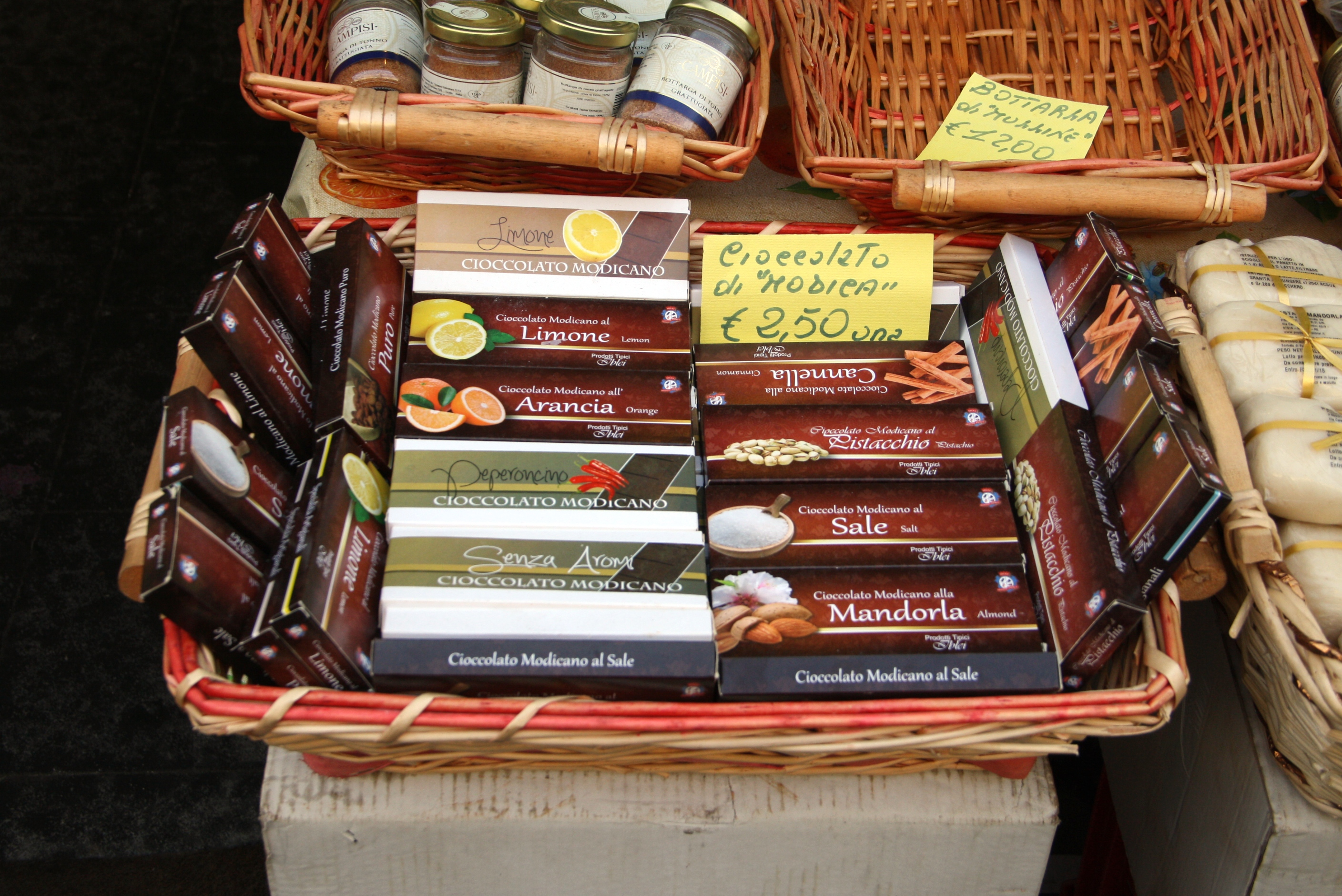
さまざまなフレーバーの市販モディカ・チョコレート

モディカ・チョコレート（イタリア語: cioccolato di Modica、cioccolato modicano）は、イタリアはシチリアのモディカで古くから作られている伝統的なチョコレート。バー状のチョコレートである。気温摂氏35度以上でも溶けないチョコレートとして知られる。
今日のチョコレートが口内で溶けだすのは、低温で溶けるカカオバターがチョコレートに含まれているためであるが、カカオからカカオバターを抽出する技術は19世紀頃に確立された。モディカ・チョコレートの歴史はそれよりずっと古い。
モディカ・チョコレートの歴史は、シチリアがスペイン・ハプスブルク家の支配下にあった16世紀にまでさかのぼることができる。カカオはアステカ帝国でも薬効成分が知られており、粉砕したカカオにスパイスなどを混ぜて薬として服用されていたが、スペインによるアステカ帝国の征服によって、アメリカ大陸からスペインにもたらされると粉砕したカカオに砂糖を加え「飲み物」とすることで、スペインの王侯貴族や上流階級の人々の間で愛飲されるようになった。
モディカチョコレートはアステカ帝国からスペインにカカオが渡った時代そのままのレシピで、なめらかになるまで粉砕したカカオに粉砂糖とスパイスのみを加え、摂氏45度以下の低温で溶かして固めることで作られている。摂氏45度とはカカオの脂肪分の融点であり、グラニュー糖は未だ溶けない温度である。そのためモディカ・チョコレートにはグラニュー糖由来のジャリジャリした食感が残るが、カカオの風味は損なわれない特徴がある。
オレンジ、レモン、唐辛子、マルサラの塩、バニラ、ハーブ、シナモンなど、いろいろなフレーバーのモディカチョコレートが製造、販売されている。